# Валер'янівська сільська рада
| Валер'янівська сільська рада — колишній орган місцевого самоврядування у Волноваському районі Донецької області з адміністративним центром у с. Валер'янівка. Сільській раді були підпорядковані населені пункти: - с. Валер'янівка - с. Благовіщенка - с. Зелений Гай |

## Склад ради
Рада складалася з 16 депутатів та голови.

## Керівний склад сільської ради
| ПІБ                            | Основні відомості                                                         | Дата обрання | Дата звільнення |
| ------------------------------ | ------------------------------------------------------------------------- | ------------ | --------------- |
| Шаповалов Костянтин Вікторович | Сільський голова, 1975 року народження, освіта, член Партії регіонів      | 26.03.2006   | 31.10.2010      |
| Шаповалов Костянтин Вікторович | Сільський голова, 1975 року народження, освіта вища, член Партії регіонів | 31.10.2010   |                 |

Примітка: таблиця складена за даними джерела